# Thyrosticta trimacula
Thyrosticta trimacula là một loài bướm đêm thuộc phân họ Arctiinae, họ Erebidae.